# Balijština
Balijština je jazyk ze skupiny malajsko-polynéských jazyků, rozšířený na ostrově Bali a přilehlých ostrovech např. na západě Lomboku, severu ostrova Nusa Penida a na východě Jávy. Počet mluvčích dosahoval k roku 2000 až 3,3 milionů osob. Balijština je odlišná od oficiálního indonéského jazyka, indonéštiny, kterým také hovoří většina mluvčích tohoto jazyka. Na Lomboku je místním obyvatelstvem používán i dialekt.

## Příklady

### Číslovky
| Balijsky     | Česky |
| ------------ | ----- |
| besik / siki | jeden |
| dua / kalih  | dva   |
| telu / tiga  | tři   |
| papat        | čtyři |
| lima         | pět   |
| enem         | šest  |
| pitu         | sedm  |
| kutus        | osm   |
| sia / sanga  | devět |
| dasa         | deset |

## Vzorový text

### Všeobecná deklarace lidských práv
| balijsky | Sami manusane sane nyruwadi wantah merdeka tur maduwe kautamaan lan hak-hak sane pateh. Sami kalugrain papineh lan idep tur mangdane pada masawitra melarapan semangat pakulawargaan. |
| česky    | Všichni lidé se rodí svobodní a sobě rovní co do důstojnosti a práv. Jsou nadáni rozumem a svědomím a mají spolu jednat v duchu bratrství.                                            |